# 펑산역
펑산역(중국어 정체자: 鳳山站, 한자음: 봉산참)은 가오슝 첩운 귤선의 1역이다.

## 역 구조

### 승강장
| 지면     | 출입구                            | 출입구                                   |
| 지하 1층 | 승강장                            | 출입구                                   |
| 지하 1층 | 승강장                            | 화장실                                   |
| 지하 2층 | 1호 플랫폼                        | ←가오슝 첩운 귤선 하마센방면（펑산서역） |
| 지하 2층 | 플랫폼，문의 왼쪽 / 오른쪽 열린다 |                                          |
| 지하 2층 | 2호 플랫폼                        | 가오슝 첩운 귤선 다랴오방면（다동역）→   |

## 역 출입구
역의 남쪽 끝에 위치한 출입구1，역의 북쪽 끝에 위치한 出口2，접근성엘리베이터에 위치한출입구2이다.
- 출입구1：펑산 초등학교，쳉란 요새，현립경기장
- 출입구2：차오공 초등학교